# Primera Iglesia Presbiteriana (Cass City)
La Primera Iglesia Presbiteriana (en inglés, First Presbyterian Church) es una iglesia histórica en 6505 Church Street en Cass City, Míchigan (Estados Unidos). Fue construida en 1907 y agregado al Registro Nacional en 2006.

## Historia
La Primera Iglesia Presbiteriana de Cass City se organizó en 1877 e inicialmente celebró servicios en una pequeña escuela de una habitación. Sin embargo, en marzo de 1878 se habían recaudado suficientes fondos para comenzar a trabajar en un nuevo edificio, ubicado en este sitio. El nuevo edificio, una estructura neogótica de madera, se inauguró en octubre de 1878. En 1906, el edificio original fue ampliado y reconstruido para hacer la iglesia en su forma actual. El edificio de 1878 se elevó ligeramente y se construyó un sótano debajo, y la estructura del marco y el techo se conservaron para que sirvieran como base para la sección trasera de la nueva iglesia. Al mismo tiempo, se construyeron una nueva sección frontal y un campanario, y la nueva iglesia se inauguró a principios de 1907. Casi al mismo tiempo, la iglesia compró un órgano rastreador Henry Erben de 1865, construido originalmente para la Primera Iglesia Presbiteriana de Pontiac.
El edificio de la iglesia continúa sirviendo como el hogar de la Primera Iglesia Presbiteriana. Las actualizaciones y la restauración del edificio se produjeron en la década de 2000.

## Descripción
La Primera Iglesia Presbiteriana es una iglesia auditorio con techo a dos aguas en forma de T y una torre de planta cuadrada. Las aberturas de las ventanas son una combinación de estilos de arco redondo y apuntado. El sótano está en gran parte por encima del nivel del suelo y está revestido con bloques de hormigón de roca marrón, mientras que la parte superior está revestida con ladrillos de color beige. La entrada es a través de la torre, en la cabecera o un tramo de escaleras.
En el interior, un pequeño nártex está en la torre, y un juego de puertas dobles conducen al auditorio. El suelo del auditorio se inclina suavemente. Los bancos curvos están dispuestos en tres secciones separadas por pasillos, y frente a un púlpito elevado en una esquina. Una amplia abertura conduce a una habitación separada, conocida como el anexo. Hay una serie de vitrales instalados como parte de la reconstrucción de 1907.